# Cherkaoui Hafnaoui
Pour les articles homonymes, voir Hafnaoui.
Cherkaoui Hafnaoui est un footballeur marocain des années 1960 et 1970, évoluant comme défenseur. Il fut international espoir marocain à deux reprises (1970) puis fut international marocain et inscrivit un but contre le Sénégal.

## Palmarès
- Championnat marocain
  - Champion : 1972
  - Vice-champion : 1965
- Coupe du Trône
  - Vainqueur : 1968 et 1972